# Takafumi Suzuki (Leichtathlet)
Takafumi Suzuki (jap. 鈴木 崇文 Suzuki Takafumi; * 25. Mai 1987 in Fuji) ist ein ehemaliger japanischer Leichtathlet, der sich auf den Stabhochsprung spezialisiert hatte.

## Sportliche Laufbahn
Erste internationale Erfahrungen sammelte Takafumi Suzuki im Jahr 2006, als er bei den Juniorenasienmeisterschaften in Macau mit übersprungenen 5,20 m die Silbermedaille gewann und anschließend bei den Juniorenweltmeisterschaften in Peking mit 5,00 m in der Qualifikation ausschied. Im Jahr darauf gewann er bei den Asienmeisterschaften in Amman mit 5,10 m die Bronzemedaille hinter dem Iraner Mohsen Rabbani und Kim Do-kyun aus Südkorea. 2008 gewann er bei den Hallenasienmeisterschaften in Doha mit einer Höhe von 5,35 m die Silbermedaille hinter seinem Landsmann Daichi Sawano und 2009 belegte er bei der Sommer-Universiade in Belgrad mit 5,25 m den achten Platz, ehe er bei den Weltmeisterschaften in Berlin mit 5,25 m in der Qualifikation ausschied. Daraufhin wurde er bei den Asienmeisterschaften in Guangzhou mit 5,15 m Fünfter. 2010 nahm er an den Asienspielen ebendort teil und erreichte dort mit übersprungenen 5,20 m ebenfalls Rang fünf, wie auch bei den Leichtathletik-Asienmeisterschaften 2011 in Kōbe. 2013 beendete er in Kumagaya seine aktive sportliche Karriere im Alter von 26 Jahren.
2010 wurde Suzuki japanischer Meister im Stabhochsprung.

## Persönliche Bestleistungen
- Stabhochsprung: 5,55 m, 19. April 2008 in Numazu
  - Stabhochsprung (Halle): 5,40 m, 4. Februar 2012 in Osaka